# Карл-Густав Зауберцвайг
Карл-Густав Зауберцвайг (нім. Karl-Gustav Sauberzweig; 1899–1946) — німецький офіцер, группенфюрер СС і генерал-лейтенант військ СС.

## Біографія
Службу в армії почав 28 вересня 1916 року фанен-юнкером 12-го гренадерського полку «Принц Карл Прусський» (2-го Бранденбурзького). У Першу світову війну воював у Галичині та Італії; обіймав посади командира взводу, командира роти, ординарця, ад'ютанта. 25 серпня 1917 році за хоробрість отримав звання лейтенанта. Внаслідок поранення втратив око, у віці 18 років був нагороджений Залізним хрестом.
У 1918—1919 боровся проти червоних у Берліні. Член фрайкора «Abteilung Küntzel». У 1919—1920 роках ординарець-офіцер у 54-му гредполку; деякий час служив у 8-му (прусському) кавалерійському полку і 2 (прусському) артилерійському полку. 1 квітня 1925 році йому присвоєно звання обер-лейтенанта. З 1930 року служить у 8-му (прусському) піхотному полку (Франкфурт-на-Одері, Лігніц, Глогау, Герліц). 1 жовтня 1930 року спрямований на курси перепідготовки для штабних офіцерів.

### Третій рейх
З 1 жовтня 1936 року — майор Генштабу. З 3 січня 1939-го по квітень 1940 року — офіцер генерального штабу в 17-му армійському корпусі (Лінц). 1 березня 1939 року підвищений у званні до підполковника. З квітня 1940 по 5 червня 1941 року виконував функції 1A в 11-му армійському корпусі. З 5 червня по серпень 1941 — командир 466-го піхотного полку; з жовтня 1941 — командир 306-го піхотного полку; 1 лютого 1942 отримав звання полковника. З 1 травня по 1 листопада 1942 — командир 131-го запасного піхотного полку. З 1 грудня 1942 по 1 серпня 1943 — начальник штабу інспекції військово-навчальних закладів.
З 1 серпня 1943 року вступив до лав СС (СС-№ 467434) в ранзі оберфюрер СС. З 9 серпня 1943 по 19 червня 1944 роки командувач 13-ї гірськострілецької дивізії СС «Ханжар», воював на Західному фронті і в Югославії проти місцевих партизанів. З 21 червня 1944 — группенфюрер СС і генерал-лейтенант Ваффен-СС. З 21 червня до початку грудня 1944 — командир 9-го (хорватської) корпусу СС.
В січні 1945 року повернувся до армії в званні генерал-лейтенанта. З березня по травень 1945 — генерал для особливих доручень при групі армій «H». Потрапив у полон до британців. Перебуваючи в таборі для військовополонених, вчинив самогубство, щоб уникнути видачі Югославії.

## Нагороди
- Залізний хрест 2-го і 1-го класу
- Нагрудний знак «За поранення» в чорному
- Почесний хрест ветерана війни з мечами
- Медаль «За вислугу років у Вермахті» 4-го, 3-го, 2-го і 1-го класу (25 років)
- Медаль «У пам'ять 13 березня 1938 року»
- Медаль «У пам'ять 1 жовтня 1938» із застібкою «Празький град»
- Застібка до Залізного хреста 2-го і 1-го класу
- Хрест Воєнних заслуг 2-го класу з мечами
- Нагрудний знак «За поранення» в сріблі
- Кільце «Мертва голова»
- Орден «За військові заслуги» (Болгарія) 4-го ступеня